# 대뇌화
대뇌화(encephalization)는 뇌가 발달하면서 뇌의 기능이 발달하는 것을 일컫는 용어이다. 이는 동물의 전체 몸질량에 대한 뇌 질량의 양으로 정의된다. 동물의 대뇌화를 정량화하는 것은 동물의 지적수준과 직접적으로 관련되어 있는 것으로 뵌다. 아리스토텔레스는 기원전 335년에 "모든 동물중, 인간은 몸에 비해 가장 큰 뇌를 가지고 있다"라고 썼다.
2004년 Dennis Bramble과 Daniel Lieberman은 초기 Homo는 죽은 동물의 뼈를 열고 고기를 얻기 위해 석기를 사용했다고 제안했다. 그들은 인간이 다른 죽은고기를 먹는 동물들과 시체를 얻는 경쟁을 위해 장거리 달리기에 전문화되었다고 제안했다. 이런 식품공급을 보장하는 것에 대한 적응이 뇌가 커지는 것을 가능하게 했다고 제안했다.
더 많이 대뇌화된 종은 척수 쇼크 기간이 긴 경향이 있다. 대뇌화는 또한 종이 진화하면서 뇌가 더 커지는 경향이 나타날 수 있다. 인류학적 연구는 인간이 침팬지의 혈통에서 분리된 후 두발 보행이 인간의 진화에서 대뇌화에 선행하여 나타났다고 한다. 침팬지의 뇌와 비교해볼 때, 인간의 뇌는 진화하는 동안 더 커지고 어떤 뇌 영역이 특히 달라졌다. 침팬지는 대부분의 뇌 성장이 출생 전에 발생하는 반면 대부분의 인간의 뇌 성장은 출생이후에 일어난다. 또한 인간의 뇌에서 대뇌피질은 증가하고 동시에신경섬유는 극히 복잡해진 결과 인류의 독특한 사고와 언어,손을 비롯한 전신근육의 정밀함, 섬세한 운동, 각종 감각의 발달 등이 가능해졌다.
관련된 계산식으로 다음과 같은 것이 있다.
(뇌 질량) / (전체 몸 질량)0.69